# امام مقوایی

امام مقوایی به مجموعه ماکت‌های مقوایی ساخته شده از سید روح‌الله خمینی گفته می‌شود که اولین‌بار در دهه فجر ۱۳۹۰ و در مراسم مربوط به بزرگداشت بازگشت او به ایران استفاده شدند.
در ۱۲ بهمن ۱۳۹۰ نیروی هوایی ارتش جمهوری اسلامی ایران، لحظهٔ ورود روح‌الله خمینی از پاریس به فرودگاه مهرآباد را بازسازی کرد. طی آن مراسم، ماکت مقوایی خمینی در فرودگاه مهرآباد تهران و چند شهر دیگر ایران از هواپیما پیاده شد و گارد تشریفات حاضر در فرودگاه در برابر آن به اجرای مراسم و ادای احترام پرداختند. در مهرآباد دو نظامی با دستکش‌های سفید ماکت مقوایی را از پلکان هواپیما به پایین حمل کردند و ۴۰ نظامی دیگر در حالی که هر کدام یک گل رز در دست داشتند به آن ادای احترام کردند. در عکس‌های این مراسم که توسط خبرگزاری مهر منتشر شد یک دستهٔ موسیقی دیده می‌شوند که در زمان استقبال از امام مقوایی مشغول ساز زدن هستند. در بخش دیگری از مراسم آن روز ماکت نشستهٔ خمینی در مدرسه رفاه قرار داده شد و تعدادی از مسئولان جمهوری اسلامی کنار آن نشستند، گپ زدند و چای نوشیدند. خبرگزاری مهر مدتی پس از انتشار تصاویر امام مقوایی آن‌ها را از وب‌سایتش حذف کرد.
برگزاری این مراسم بازتاب وسیعی در رسانه‌ها و شبکه‌های اجتماعی داشت و دستمایهٔ طنز و شوخی قرار گرفت. برخی از کاربران اینترنت با استفاده از ویرایش تصاویر و فتوشاپ، تصویر ماکت خمینی و دو سربازی که حملش می‌کردند را در عکس‌هایی از فرود انسان روی ماه، مراسم تحلیف ریاست‌جمهوری رونالد ریگان، ازدواج شاهزاده ویلیام و کاترین میدلتون، فینال جام جهانی فوتبال ۲۰۰۶، کنفرانس ۱۹۴۳ تهران و میدان تیان‌آنمن مونتاژ کردند. این اتفاق در رسانه‌های خارجی نیز با تمسخر مواجه شد. وب‌سایت نشریهٔ آمریکایی آتلانتیک و همچنین روزنامهٔ لو موند فرانسه از جمله رسانه‌هایی بودند که به بحث پیرامون این موضوع پرداختند.
درحالی که این کار با اعتراض و انتقاد گسترده مقامات ارشد نظام جمهوری اسلامی و رسانه‌های داخلی روبرو شد، ۲ سال بعد و در مراسم دههٔ فجر ۱۳۹۲، مجدداً از امام مقوایی استفاده شد. در شهر مشهد علاوه بر ماکت مقوایی خمینی، یک هواپیمای بادکنکی همراه با گارد ویژه برای اجرای مراسم استفاده شد. در یاسوج هم در کنار امام مقوایی، از بنر هواپیما برای برگزاری مراسم استفاده شد.

## بازخورد
نخستین اعتراض رسمی به امام‌های مقوایی را صدا و سیما در اخبار ۲۰:۳۰ روز ۱۳ بهمن ۱۳۹۰ انجام داد. در آن برنامه فیلم و عکس‌هایی از این شبیه‌سازی و ماکت‌های مختلف خمینی نشان داده شد و مجری خواستار جلوگیری از چیزی شد که آن را «هجوم نبوغ برخی» می‌دانست.
صادق طباطبایی یک روز پس از انتشار عکس‌های آن مراسم، با انتشار پیامی ساخت امام مقوایی را «بیذوقی و کج‌سلیقگی» نامید. اکبر هاشمی رفسنجانی هم از این کار با عنوان «برنامهٔ کم‌محتوا و سخیف در سالروز پیروزی انقلاب» یاد کرد و استفاده از ماکت‌های مقوایی را «اسباب سوءاستفاده دشمنان انقلاب» دانست.
تعدادی از نمایندگان مجلس شورای اسلامی هم در اظهارنظرهای جداگانه به این اتفاق واکنش نشان دادند. یکی از آن‌ها محمدرضا تابش نماینده حوزۀ انتخابیه اردکان بود که از این مراسم با عنوان «ترویج امام‌زدایی» یاد کرد.